# Dactylocythere brachystrix
Dactylocythere brachystrix är en kräftdjursart som beskrevs av Hobbs och Walton 1966. Dactylocythere brachystrix ingår i släktet Dactylocythere och familjen Entocytheridae. Inga underarter finns listade i Catalogue of Life.